# Thomas Cartwright (puritan)
Thomas Cartwright, född 1535, död den 27 december 1603, var en engelsk kyrkopolitiker.
Cartwright blev 1569 teologie professor i Cambridge. Han var den framväxande puritanismens förnämsta representant och kämpade framför allt för ett presbyterianskt kyrkosystem i England. Härunder kom han i hårda strider både med den anglikanska episkopalkyrkan och med den radikalare puritanismen, brownister, independenter och så vidare. Han kan också betecknas som den engelska presbyterianismens fader. 
På grund av sina angrepp på episkopatet blev Cartwright redan 1570 avsatt från sin professur och reste då till Genève, där han slöt vänskap med Beza. På sina vänners uppmaning återvände han 1572 till England, framlade samma år en bok Admonitions, med program för en presbyteriansk kyrkostyrelse, kom i häftig strid med ärkebiskop Whitgift i Canterbury och måste åter lämna landet. 
Cartwright var en tid pastor i engelska kyrkan i Antwerpen, innehade enskilda befattningar i England, där han hade mäktiga gynnare, men satt tidtals fängslad för sin slagfärdighet och sitt försvar för en kyrkostyrelse efter Calvins mönster. 
År 1580 publicerade Cartwright jämte Travers den märkliga Book of discipline, där det kalvinska kyrkosystemet anpassats efter den engelska kyrkans säregna förhållanden med bibehållande av episkopatet, även om detta berövats all betydelse. Där gavs åt den snart segrande puritanismen dess organisation. 1592 frigavs Cartwright sista gången och levde sedan i ro, men med bruten hälsa.